# زمین‌لرزه ۲۶ نوامبر ۲۰۰۴ اندونزی
زمین‌لرزه اندونزی  در تاریخ ۲۶ نوامبر ۲۰۰۴ میلادی، برابر با ‎۶ آذر ۱۳۸۳، ساعت ۲:۲۵:۰۳ به زمان یوتی‌سی در اندونزی رخ داد. ژرفای این زلزله ۲۴ کیلومتر بود، و بزرگی آن ۷٫۱ در مقیاس Mw اعلام شده‌است. زمین‌لرزه به وقت محلی در روز جمعه، ساعت ۱۱ روی داده و منطقه زمانی آن یوتی‌سی +۹ بوده‌است .
سازمان زمین‌شناسی آمریکا نیز رومرکز این زمین‌لرزه را در مختصات ۳°۳۶′۳۲″جنوبی ۱۳۵°۲۴′۱۴″شرقی / ۳٫۶۰۹°جنوبی ۱۳۵٫۴۰۴°شرقی و ژرفای آنرا در ۱۰ کیلومتر گزارش کرده‌است. بزرگی برگزیدهٔ این سازمان از میان بزرگیهای محاسبه‌شدهٔ مختلف ۷٫۱ در مقیاس Mw بوده و از دید اثر، در میان چهار دسته‌بندی «نامحسوس»، «محسوس»، «زیان‌آور» یا «با تلفات»، زلزله را «با تلفات» اعلام کرده‌است.۳۲۸ ساختمان در زمین‌لرزه خراب شده‌است.
پروژهٔ «تنسور گشتاور مرکزوار» زاویه‌های (راستا، شیب، ریک) گسل سازندهٔ زمین‌لرزه و صفحه عمود بر آنرا (°۵، °۳۴، °۰) یا (°۹۵، °۹۰، °۱۲۴-) و نوع گسل را «امتدادلغز» فرارسانده‌است.
شمار کشتگان زلزله حدود ۳۲ نفر بوده‌است.تعداد زخمیان ۱۳۰ نفر برآورده شده‌است.